# Channa aurantimaculata
Channa aurantimaculata és una espècie de peix de la família dels cànnids i de l'ordre dels perciformes.

## Descripció
- Fa 19,1 cm de llargària màxima i és de color marró fosc a negre a la meitat superior del cos i amb 7-8 taques grans i irregulars de color taronja. Aletes pectorals amb una taca negra a la base i 5 franges negres verticals amples.
- Cap allargat i amb la boca grossa, la regió interorbitària gairebé plana, la zona gular sense escates, dues escates grans a cada costat de la superfície inferior de la mandíbula inferior, petites dents còniques al premaxil·lar i 5-7 dents canines grans a cada costat del palatí.
- 45-47 radis tous a l'aleta dorsal i 28-30 a l'anal.
- La longitud de les aletes pèlviques és menys de la meitat de la de les aletes pectorals.
- Aleta caudal arrodonida.
- 51-54 escates a la línia lateral i 13-15 escates predorsals.
- 50-52 vèrtebres.[8][4][9][10]

## Reproducció
És un incubador bucal i, probablement, un constructor de nius amb ous pelàgics igual que la majoria d'altres espècies de cànnids. S'ha pogut reproduir en captivitat a Alemanya.

## Alimentació
És, probablement, un depredador com els altres membres del gènere Channa.

## Hàbitat i distribució geogràfica
És un peix d'aigua dolça, bentopelàgic i de clima tropical, el qual viu a Àsia: els rierols, llacunes i pantans de la conca del riu Brahmaputra a Arunachal Pradesh i el nord-est d'Assam (l'Índia).

## Vida en captivitat
Li cal un aquari de grans dimensions, amb vegetació aquàtica, àrees obertes per poder-hi nedar, amagatalls i lliure accés a la superfície perquè, altrament i atès que respira aire, es podria asfixiar.

## Observacions
És inofensiu per als humans, forma part del comerç de peixos ornamentals i és present als mercats d'Assam (l'Índia).